# Reynolds Metals
Reynolds Metals, повна назва Reynolds metals company, Inc. — алюмінієва компанія США. Штаб-квартира розташована в місті Ричмонді, Вірджинія.
Спеціалізується на видобутку бокситів, виробництві глинозему, виробів із сплавів алюмінію для виробничого та побутового використання, електричних кабелів і проводів, сонячних батарей, труб, будівельних матеріалів. Працює понад 25 тис. осіб.